# Ливонски език
Ливонският език е роден за етническата група ливонци, които живеят в днешна Латвия. Принадлежи към балто-финската група на угро-финското езиково семейство. Въпреки усилията за съживяването му през последните години той е застрашен от изчезване.

## Писменост
Използва се смесена писменост между вариантите на латвийска и естонска латиница.

## История
Ливонският език е изпитал вековното влияние на латвийския език. От края на 19 век ливонците имат контакти с естонците от остров Саремаа и оттам навлизат доста естонски думи. (Ariste 1981: 79)
Числителните имена приличат много на естонските:
- 1 – ikš
- 2 – kakš
- 3 – kuolm
- 4 – nēļa
- 5 – vīž
- 6 – kūž
- 7 – seis
- 8 – kōdõks
- 9 – īdõks
- 10 – kim